# Brancus hemmingi
Brancus hemmingi är en spindelart som beskrevs av Lodovico di Caporiacco 1949. Brancus hemmingi ingår i släktet Brancus och familjen hoppspindlar. Inga underarter finns listade.